# Полошки манастир
Полошкият манастир „Свети Георги“ (на македонска литературна норма: Полошки манастир „Свети Георгиј“, „Свети Ѓорѓи“) е средновековен православен манастир в югоизточната част на Северна Македония. Част е от Повардарската епархия на Македонската православна църква.

## Местоположение
Разположен е в община Кавадарци, в склоновете на планината Вишешница на левия бряг на река Черна (Църна) и носи името на бившето село Полошко. В миналото манастирът се е издигал високо над пролома на Църна, но след създаването на изкуственото Тиквешко езеро в 1964 – 1968 година, село Полошко е потопено под язовира, чийто води са на 100 – 200 m от манастира и до него се стига само по вода.

## История
За историята на манастира има различни хипотези до 1983 – 1985 година, когато са свалени фреските от 1609 година от източната стена на притвора, изобразяващи сцени от житието на Свети Георги. Отдолу са разкрити ктиторските портрети на Иван Драгушин и жена му Ана с текст, уведомяващ за смъртта му и за погребението му в храма. На отсрещната стена е разкрит портретът на българската аристократка деспотица Марина Смилец, майката на Драгушин, с модел на църквата в ръце, и до нея нейният внук – синът на Драгушин и Ана. В горните зони са разкрити портретите на крал Душан, жена му Елена Българска и сина им Стефан Урош, а в нишата над входа – образът на патрона на храма „Свети Георги“. Тези открития позволяват точна датировка на църквата –  манастирът е построен преди 1340 година от Марина Смилец, като мавзолей гробница на сина ѝ Иван Драгушин, починал в същата година. Самата гробница на Драгушин се намира в югозападния ъгъл на храма. Открита е при реставрационните дейности през 80-те години на XX. При археологическото ѝ проучване се оказва, че тя е отваряна в по-ранен период. Вътре са открити останките на млад мъж на около 21 години, за когото се допуска, че е синът на Драгушин и Ана. Изследователите предполагат, че останките на Иван Драгушин са били пренесени в друга църква по неизвестни причини.
Историята на манастира може да се проследи от надписите в църквата и от две царски грамоти. Първата е на крал Стефан Душан от 1340 година и с нея става дума за Драгушин, за неговото упокоение в църквата, както и за даряването на манастира и неговите имоти на Хилендарския манастир в Света гора заедно със селата Полошко, Драгожел и Кошани. Тази грамота и предизвиква научните изследвания в манастира. Втората грамота е на Йоан и Константин Драгаш от 1378 година и с нея братята Деянови даряват имотите на манастира на река Черна заедно със селата на руския светогорски манастир „Свети Пантелеймон“. Манастирът е изписан между 1343 и 1345 година.
През 1584 година в манастира живеят 5 – 6 монаси, които заедно с игумена Паисий изработват с прекрасна резба и позлатяват големият кръст. В 1609 година при игумена Сава е презографисан манастирския притвор, което се разбира от надписа над входа. По това време била изписана и „книга“ от дърво с имената на селата, участвали в обновата на манастира, но не е западена. По-късно в 1630 година е зографисана иконата на Свети Георги с житието му. В 1649 година Захарий прилага престолна икона за иконостаса на църквата, а проигуменът Никодим подарява един осмогласник. През 1716 година по времето на игумена Исаия, Полошкият манастир се споменава като запустял, а игуменът Арсений бяга в Моклищкия манастир, като отнася със себе си един миней. В годините 1740 и 1746 в манастира има живот, но много книги са отнесени към Бошавския манастир.
Манастирът е обновен в началото на XIX век, когато са изградени манастирските конаци на изток и юг от църквата. По това време манастирът се обогатява и с много икони и църковни книги. Третата обнова на манастира е в 1881 година, когато под надписа от 1609 година е изписан нов. Тогава са прерисувани фреските в църквата и притвора, там където са били пострадали, а над северния вход на притвора в нишата отвън е изписан Свети Димитър на кон, дело на крушевските зографи. В 1883 година струмишкият митрополит Агатангел подчинява манастира и той минава под ведомството на Патриаршията. За него отговаря Илия Христов от Ваташа, единственият патриаршист в Тиквеш, който заседава и в меджлиса. В манастира е имало и стар поменик, преписан от Христо Иванов, по-късно български учител в Лерин. Към 1900 година манастирът няма монаси.
На 16 ноември 2007 година е осветен основният камък на новите манастирски конаци, които се строят на мястото на старите. Манастирът се посещава на патронния празник Гергьовден и на манастирския празник Голяма Богородица.
Според старо предание, манастирската църква е изграден едновременно с църквата „Света Богородица“ („Свети Никола“) в село Дреново от двама братя. Когато строителят на тази я завършил признал, че тя е по-лоша от другата, откъдето дошло и името ѝ.

## Архитектура
Католиконът на манастира е еднокорабна църква, разделена на три части с пиластри. В средата има купол върху осемстенен барабан с четири пандантиви между арките. Арките са под главния заоблен свод, който лежи директно на страничните сводове. Зидана е от камък и тухла в редове без строг порядък. Южната, северната и източната фасада са богато декорирани със слепи ниши, аркади, венци със зъбци от тухли. Така е декориран и куполът.
На западната страна на църквата е издигнат притвор преди 1609 година, когато са изписани вътрешните му стени. Допоясното изображение на Свети Георги в нишата над вратата заема важно място в живописния ансамбъл на храма и е може би едно от най-хубавите в него. То прилича на фрескоикона и е върховно постижение на анонимния полошки зограф. Притворът е граден с каменни блокове, разделени с тухли. От вътрешната страна е засводен, а отвън е с двускатен покрив. Има два входа – единият на северната, а другият на западната страна от притвора.
Старите манастирски конаци били разположени на юг и изток от манастирската църква, като тези в южната част са частично запазени до средата на XX век и са фотографирани. Конаците били двукатни с чардаци и стаи отзад, както и една стая с три прозореца в западния дял. На горния етаж на чардаците имало шест дървени колони и защитни парапети. На приземието също имало колони. Долният дял – приземието бил отворен трем.

## Интериор
Църквата е изписана веднага след изграждането си в периода от 1343 до края на 1345 година. Вътрешността на църквата е изцяло изписана със сцени и композиции от живота на Иисус Христос, светци в цял ръст и допоясно, композиции от Големите празници. Изписването е типично за малките византийски църкви и подчертава мавзолейния характер на храма. Живописта на композициите в наоса се отличава с нарастващ драматизъм. Те започват с композицията „Тайна вечеря“, през „Молитва на Маслиновата гора“, „Христос пред Каяфа“, за да се стигне до най-драматичната композиция „Разпятие Христово“. В последната композиция зографът вняся нови моменти и детайли, които я отличават от примерите на византийското изкуство и я правят уникална.
Изкуствоведите са на мнение, че в църквата са работили двама зографи, единият от които е силно повлиян от живописните традиции в Солун и Константинопол.
Царските двери са вероятно от втората половина на XVI век. Двата епистила с Дейсис и Големите празници са от първата четвърт на XVII век или може би точно от 1630 година, кога е изрисувана храмовата икона на Свети Георги с неговото житие. Големият иконостасен кръст с Разпятието Христово от 1584 година, поставен в горната част на иконостаса, е ценна резбарска творба. Съхранени са остатъци от иконостаса от XVII век – престолните икони на Исус Христос и Богородица с Христос, дейсисната композиция, резбован полилей от XVII век како и три двукрилни врати в плитка резба от втората половина на XVI и почетокот на XVII век – едната е на входа на църквата, а другите две на северния и западния вход на притвора. Запазени са и икони от XIX век и дейсисна плоча с апостолите.